# Gerard Russell Smallwood
Gerard Russell Smallwood, britanski general, * 1889, † 1977.